# NGC 3532
NGC 3532 (również OCL 839 lub ESO 128-SC31) – gromada otwarta znajdująca się w gwiazdozbiorze Kila. Została odkryta w 1751 roku przez Nicolasa de Lacaille. Jest położona w odległości około 1600 lat świetlnych od Słońca. Jest widoczna gołym okiem i zajmuje obszar na niebie prawie dwukrotnie większy niż tarcza Księżyca w pełni. Zawiera ok. 400 gwiazd, a jej wiek szacuje się na ok. 300 milionów lat.
NGC 3532 była pierwszym obiektem obserwowanym przez Kosmiczny Teleskop Hubble’a (obserwacja ta miała miejsce 20 maja 1990 roku).